# Johanna Margareta Ankarcrona
Johanna Margareta Ankarcrona, född den 12 januari 1788, död den 26 december 1835 i Uppsala, var en svensk konstnärinna. 
Hon var dotter till Johan Åkerblom och Margareta Lund och gift 1814 med major Fredrik Vilhelm Ankarcrona. Hon fanns representerad med landskapsmålningar vid Konstakademiens utställningar 1807–1810.